# Waffenstillstand von Kaunas
Der Waffenstillstand von Kaunas (polnisch Traktat w Kownie) wurde am 29. November 1920 während des Polnisch-Litauischen Kriegs in Kaunas zwischen Mittellitauen und Litauen geschlossen.

## Vorgeschichte
Im November 1920 bereitet die Republik Mittellitauen unter General Lucjan Żeligowski eine Offensive auf Kaunas vor. Aufgrund internationalen Drucks des Völkerbunds musste die Offensive ca. 50 km vor der Hauptstadt Litauens abgebrochen werden und es kam zu Verhandlungen zwischen den Parteien.

## Beschlüsse
Zwischen Litauen und Mittellitauen sollte ab dem 30. November 1920 ein Waffenstillstand gelten, Kriegsgefangene sollten ausgetauscht werden und der Völkerbund sollte einen neutralen Streifen zwischen den Konfliktparteien einrichten. 

## Nachgang
Es sollte zu einer Volksabstimmung in Mittellitauen über die nationale Zugehörigkeit der Republik stattfinden. Die Volksabstimmung wurde nicht durchgeführt. Die Zweite Polnische Republik annektierte Mittellitauen und der neutrale Grenzstreifen wurde aufgeteilt.